# Косенко, Иван Семёнович
Иван Семёнович Косенко (укр. Іван Семенович Косенко; 3 декабря 1940 — 10 апреля 2022) — советский и украинский ботаник, директор Национального дендрологического парка «Софиевка» НАН Украины, член-корреспондент Национальной академии наук Украины, доктор биологических наук, заслуженный работник культуры Украины (2000), профессор Уманского государственного педагогического университета им. Павла Тычины, лауреат Государственной премии Украины в области архитектуры (2005).

## Биография
Иван Косенко родился 3 декабря 1940 года в селе Крестителево Чернобаевского района Черкасской области.
Окончив школу, некоторое время работал каменщиком колхоза «Правда» в селе Франковка на Чернобаевщине, потом монтажником в трестах «Азовстальстрой» и «Донбасстальконструкция» города Мариуполя Донецкой области (тогда Жданов). После службы в армии работал водителем автобазы и автокрановщиком Черкасского управления приёма вторичного сырья черных металлов в Умани.
С 1964 до 1970 года заочно учился в Уманском сельскохозяйственном институте им. А. М. Горького и в 1971 году в Украинской ордена Трудового знамени сельскохозяйственной академии (г. Киев) на педагогическом факультете, где получил квалификацию учёного-агронома. В 1977 году окончил педагогический факультет Украинской ордена Трудового Красного Знамени сельскохозяйственной академии.
С 1968 по 1980 год работал преподавателем агрономических дисциплин Уманского техникума механизации и электрификации сельского хозяйства.
С 1980 г. — директор Национального дендрологического парка «Софиевка» НАН Украины. В 1986 году защитил диссертацию на тему: «Биологические основы введения в культуру Лесостепи УССР лещины обыкновенной», получив научную степень кандидата биологических наук, а в 1994 году получил ученое звание старшего научного сотрудника по специальности ботаника.
В 2002 году защитил диссертацию на тему «Род Corylus L. в Украине. Биология, интродукция, распространение и хозяйственное использование», получив учёную степень доктора биологических наук по специальности ботаника.
В 2006 году избран членом-корреспондентом НАН Украины.
Скончался 10 апреля 2022 года.

## Научная работа
Автор 27 монографических трудов, а также более 270 научных и научно-популярных работ, посвящённых истории «Софиевки», изучению растительных богатств Украины, теории интродукции и акклиматизации растений, сохранению и обогащению биологического разнообразия и экологии растений, паркобудівництву и прочее. Он является автором новых способов посева семян древесных культур, на которые имеет два авторских свидетельства.

## Награды
За личный вклад по реконструкции и сохранения дендрологического парка «Софиевка» Косенко И. С., указом Президента Украины от 7 декабря 2000 года, присуждено звание «Заслуженного работника культуры Украины» и награждён орденом «За заслуги» III степени (2000), а позднее он был награждён орденами «За заслуги» II степени (2006), «За заслуги» І степени (2014), орденом князя Ярослава Мудрого V степени (2021), избранный Аккредитованным членом академии архитектуры Украины и членом Международного комитета исторических парков и мест ICOMOS-IFLA. В 1999 году за активную работу по сохранению и восстановлению старинных парков награждён дипломом и памятным знаком Центра защиты исторических ландшафтов Польши. За вклад в экономическое и социальное развитие провинции Ляонин в Китае, награждён почётной грамотой этой провинции.
Неоднократно награждался грамотами: Облгосадминистрации, Областного совета, Городского совета и Президиума НАН Украины.

### Премии
- За цикл работ по культуре лещины на Украине И. С. Косенко стал лауреатом премии имени академика В. Я. Юрьева.
- лауреат Международной премии польского комитета ICOMOS-IFLA им. проф. Яна Захватовича.
- лауреат государственной премии в области архитектуры.